# Breathe (Pink Floyd)
Breathe, soms aangeduid als Breathe in the air, is het tweede nummer van het studioalbum The Dark Side of the Moon van Pink Floyd. Op sommige versies van het album is het samengevoegd met Speak to Me. Het nummer is geschreven door David Gilmour en Richard Wright met tekst van Roger Waters. Het lied gaat over het toespreken van een pasgeborene door een oude man. Het is geschreven in een loom tempo met veel glissandi op een lap steel guitar (Gilmour). De zetting heeft veel weg van het nummer Time dat ook op het album staat en dat aan het eind een herhaling van ongeveer een minuut van Breathe bevat. 
Tijdens Live8 werden Breathe en het gedeelte uit Time achter elkaar gespeeld, iets dat de band tot dan toe nooit gedaan had. Op zich is dat niet zo eenvoudig aangezien het nummer bij de originele elpee zonder pauze over gaat in On the Run. Breathe staat op sommige live- en verzamelalbums van de band of van sololeden. Breathe wordt in de originele uitvoering gezongen door Gilmour. De band is in de gebruikelijke samenstelling te horen:
- Gilmour – gitaar
- Waters – basgitaar
- Wright – toetsinstrumenten
- Mason – slagwerk

## NPO Radio 2 Top 2000
| Nummer met noteringen in de NPO Radio 2 Top 2000 | '23  | '24  |
| ------------------------------------------------ | ---- | ---- |
| Breathe                                          | 1248 | 1388 |

1. ↑  Een vetgedrukt getal geeft de hoogste notering aan.
2. ↑  2023 was het eerste jaar met een notering voor dit nummer.

Speak to Me ·
Breathe ·
On the Run ·
Time ·
The Great Gig in the Sky ·
Money ·
Us and Them ·
Any Colour You Like ·
Brain Damage ·
Eclipse